# ژان-لوک تیه‌بو
ژان-لوک تیه‌بو (فرانسوی: Jean-Luc Thiébaut‎؛ زادهٔ ۲۹ دسامبر ۱۹۶۰) بازیکن هندبال اهل فرانسه بود.